# Ходжатогайський сільський округ
Ходжатога́йський сільський округ (каз. Қожатоғай ауылдық округі, рос. Ходжатогайский сельский округ) — адміністративна одиниця у складі Ариської міської адміністрації Туркестанської області Казахстану. Адміністративний центр — село Ходжатогай.
Населення — 3171 особа (2021; 4145 у 2009, 4116 у 1999, 5132 у 1989).
Станом на 1989 рік існували Задар'їнська сільська рада (села Даулет'яр, Єскара, Жанбас, Задар'я, Підхоз, Степне, селища Багара, Лісхоз, Роз'їзд 40) Ариського району та Ходжатогайська сільська рада (села Байтогай, Ходжатогай, селища Булак, Дарбаза) Кзилкумського району. 2013 року було ліквідовано Сирдар'їнський сільський округ (колишній Задар'їнський сільський округ), села Сирдар'я (колишнє село Задар'я) та Шогірлі (колишнє село Підхоз) передано до складу Ходжатогайського сільського округу. 2021 ліквідовано село Онтам та передано до складу міста Арись (разом з територією площею 4,91 км²), 2023 року село Сирдар'я ліквідовано та передано до складу міста Арись.

## Склад
До складу округу входять такі населені пункти:
| Населений пункт  | Колишні назви | Населення, осіб (1989) | Населення, осіб (1999) | Населення, осіб (2009) | Населення, осіб (2021) |
| ---------------- | ------------- | ---------------------- | ---------------------- | ---------------------- | ---------------------- |
| Байтогай, село   | -             | 879                    | 719                    | 900                    | 836                    |
| Булак, село      | -             | 255                    | 252                    | 118                    | 53                     |
| Дарбаза, село    | -             | 383                    | 205                    | 128                    | 17                     |
| Ходжатогай, село | -             | 2547                   | 2040                   | 2120                   | 1748                   |
| Шогірлі, село    | Підхоз        | 1068                   | 900                    | 879                    | 517                    |